# NGC 1412
NGC 1412 je galaksija u zviježđu Kemijska peć.

## Vanjske poveznice
- SEDS: NGC 1412